# Current Opinion in Solid State & Materials Science
Current Opinion in Solid State & Materials Science is een internationaal, aan collegiale toetsing onderworpen wetenschappelijk tijdschrift op het gebied van de natuurkunde. De naam wordt in literatuurverwijzingen meestal afgekort tot Curr. Opin. Solid State Mater. Sci.
Het wordt uitgegeven door Pergamon en verschijnt tweemaandelijks.
Het eerste nummer verscheen in 1996.